# Philippe Nicolet
Pour les articles homonymes, voir Nicolet (homonymie).
 (août 2024).
Si vous disposez d'ouvrages ou d'articles de référence ou si vous connaissez des sites web de qualité traitant du thème abordé ici, merci de compléter l'article en donnant les références utiles à sa vérifiabilité et en les liant à la section « Notes et références ».

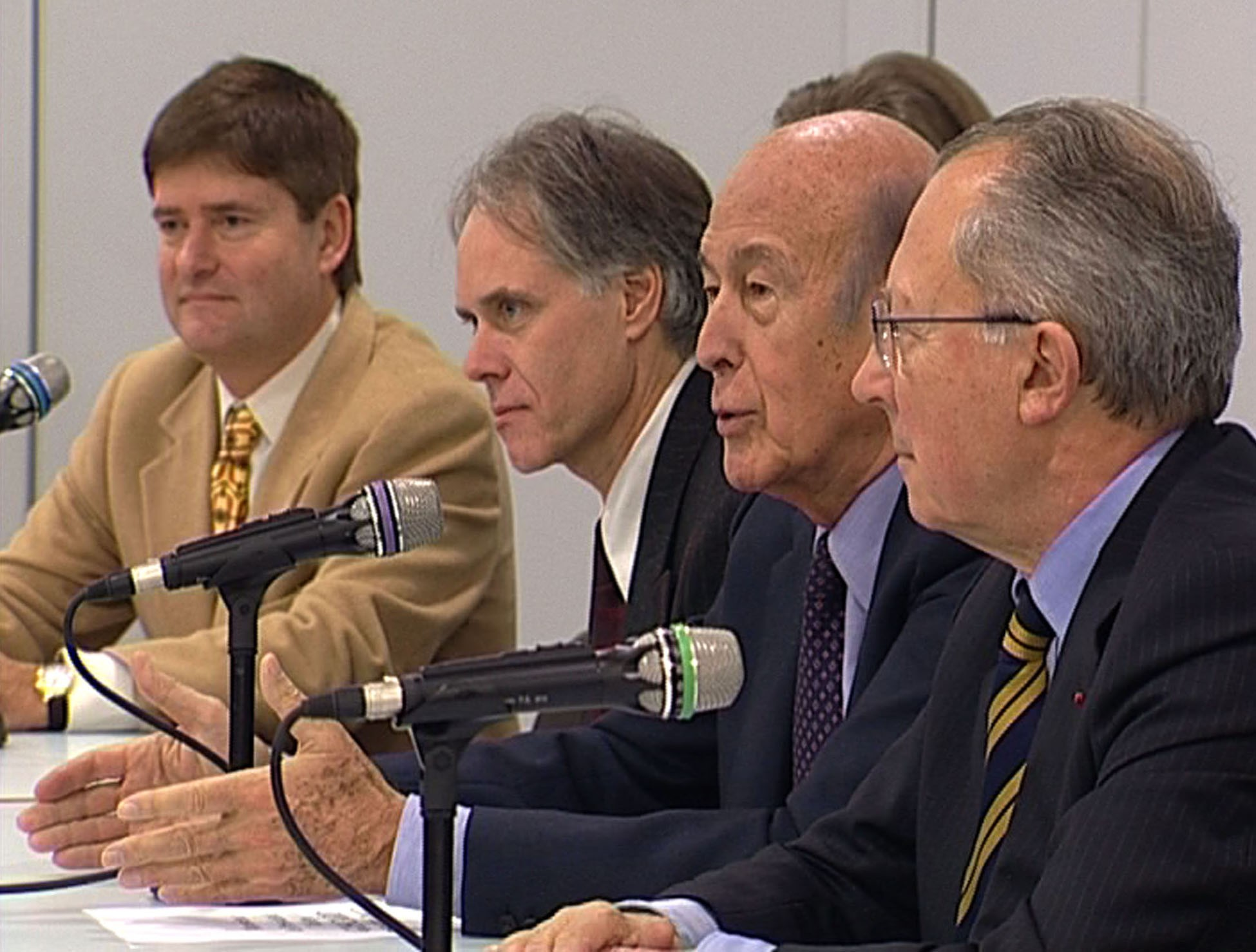
Philippe Nicolet (à gauche) préside la conférence de presse de la Fondation Jean Monnet. Avec Moritz Leuenberger, président de la Confédération Suisse, Valéry Giscard d'Estaing et Jacques Delors.

Philippe Nicolet, né le 4 janvier 1953 à Lausanne, est un réalisateur suisse de films documentaires, de fictions et, depuis 2007, de réalisations en 3D stéréoscopique.

## Biographie
Après deux ans d'études à Minneapolis où il découvre la vidéo, il fonde en 1975 un groupe pop nommé Sunflower dont il est le chanteur. Il retourne en Suisse pour obtenir une licence en droit à l'Université de Lausanne en 1978. Il poursuit ensuite une carrière de journaliste et d'enquêteur-reporter au quotidien 24 heures entre 1980 et 1992. Parallèlement, il est, entre 1989 et 2006 réalisateur des archives filmées du groupe Edipresse.
En plus de sa carrière de journaliste, il réalise et obtient, en 1991, le prix de la fondation vaudoise pour la création artistique pour son travail de "pionnier de la vidéo" . En 1993, il fonde la société NVP Nicolet Vidéo Productions et, l'année suivante, il crée et dirige l'information de la chaîne locale TVRL. En 1997, il réalise une série d'entretiens filmés de la Fondation Jean Monnet pour l'Europe que présidait le professeur Henri Rieben appelés l'Histoire des relations Suisse-Europe. Il est actuellement l'attaché médias de cette fondation.
En 2002, il réalise la série Rêveur sur la terre d'origine des immigrés. Elle obtient le patronage de la Commission suisse pour l'UNESCO en 2004. En 2007, il lance un magazine de vidéos en relief sur internet baptisé Léman 3D. Dès 2008, il fait suivre ce magazine par NVP3D également basé sur les vidéos en relief.
Il produit actuellement des films pour les télévisions, les festivals, les musées ou encore des institutions comme la Commission européenne.

## Réalisations
- dès 1979 : Les vidéoportraits. Entretiens avec des personnalités de tous horizons et de toutes tendances : chefs d'État, astronautes, artistes, inventeurs, etc.
- 1994 : Jeanne Calment, doyenne du monde.
- 1995 : En prison. Docu-fiction sur l'incarcération préventive.
- 1996-1997 : Demain peut-être, série de science-fiction.
- 1997 : Les terriers de la mémoire, docu-fiction.
- 1998 : Avec Maurice Béjart. Reportage en Italie, Suisse et Russie.
- 2000 : Le Signe de onze heures. Long métrage de type fantastique avec Nanou Duggan, Roland Carey, Jean-Pierre Althaus et Annie Chaplin.
- 2001 : Trois bâtisseurs de l'Europe. Entretien sur l'euro avec Jacques Delors, Valéry Giscard d'Estaing et Helmut Schmidt.
- 2005 : Les Voyages en Orient du Baron d'Aubonne. Docu-fiction sur Jean-Baptiste Tavernier.
- 2006 : Henri Rieben, une vie pour l'Europe de Jean Monnet. Documentaire.
- 2007 : 3D Odyssey, film consacré à l'histoire de la stéréoscopie.
- 2008 : Le Maroc en 3D, film documentaire sur le Maroc
- 2009 : Australie en 3D
- 2009 : La Montre des Immortels (en 3D)
- 2010 : Iran 3D : Les devoirs d'une civilisation, film documentaire sur l'Iran d'aujourd'hui
- 2011 : Le mécanisme d'Anticythère, les empreintes du génie (en 3D)
- 2011 : Syncope en 3D, Béjart Ballet Lausanne, de Gil Roman
- 2011 : Film en 3D du groupe Yes : "Yes - In the Present - Live from Lyon"
- 2012 : Music Making History, Montreux Jazz Festival avec Claude Nobs
- 2014 : L'énigme des gorilles de montagne
- 2015 : Aventicum D-Couverte. La capitale des Helvètes dévoile ses joyaux après 2000 ans. En coproduction avec RTS
- 2015 : À la rencontre de nos origines. Mission des grands télescopes de l’ESO au Chili
- 2016 : L’Esclave et le Hibou - La Grande Histoire d’Aventicum. Film spectacle de son et lumière en 3D
- 2016 : Hans Erni : Mon deuxième siècle. Les derniers mois de la vie de l’artiste, en 3D
- 2019 : Amazonie, l’enjeu des rivières volantes
- 2019 : Alice Pauli, une vision d’avance. Avec Pierre Soulages, Giuseppe Penone, Jaume Plensa
- 2021 : Jadil Abderrazzak, le souffle de l’équilibre
- 2021:  L’Aube des chrétientés
- 2021 : Mémoires d’outre-lacs. À la redécouverte des habitats sur pilotis autour de l’arc alpin
- 2024 : L’épopée des signes
- 2025 : Les Helvètes un mythe sous la loupe,  La Suisse à l’âge du fer [2]

## Récompenses
- Prix jeunes créateurs, 1992, Fondation vaudoise pour la culture
- Société des auditeurs-téléspectateurs de la RTS Vaud 2008 : Prix pour les Voyages en Orient du Baron d’Aubonne
- Festival international du film d’archéologie de Nyon 2017 : Mention spéciale du jury pour Aventicum D-Couverte
- Festival du film alpin des Diablerets 2021 : Prix Erhard Loretan et Prix du Comité international olympique pour Jadil Abderrazzak, le souffle de l’équilibre
- Festival international du film d’archéologie de Nyon 2023 : Prix du jury pour Mémoires d’outre-lacs. À la redécouverte des habitats sur pilotis autour de l’arc alpin